# David Wetherall
David Wetherall (* 14. März 1971 in Sheffield) ist ein ehemaliger englischer Fußballspieler. Der Innenverteidiger bestritt in den 1990er-Jahren 250 Pflichtspiele für Leeds United, bevor er 1999 zu Bradford City wechselte, dort weitere 330 Partien absolvierte und dem Verein zudem bis Sommer 2011 in verschiedenen Trainerfunktionen zur Verfügung stand.

## Sportlicher Werdegang

### Erste Schritte (bis 1991)
Wetheralls Weg in den Profifußball war nicht von vornherein vorgezeichnet, denn anderes als viele Altersgenossen, die es wie er in die englische Schülernationalmannschaft geschafft hatten, schrieb er sich nach dem Besuch des Junior Colleges im Alter von 19 Jahren zum Chemiestudium an der University of Sheffield ein. Fast zur gleichen Zeit trat der ehemalige Schulauswahl-Kapitän Sheffield Wednesday bei. Dort blieben seine Einsätze zwar auf die vereinseigene U-19-Nachwuchsmannschaft beschränkt, aber mit dem Gewinn der Bronzemedaille bei der Universiade 1991 in Sheffield vertrat er erfolgreich die britische Studentenmannschaft. Wednesday Ex-Trainer Howard Wilkinson, der mittlerweile bei Leeds United unter Vertrag stand, lotste den jungen Abwehrspieler und den nur ein halbes Jahr älteren Mannschaftskameraden Jon Newsome „im Paket“ zu seinem neuen Klub, um sie als künftiges Innenverteidigerpaar aufzubauen.

### Leeds United (1991–1999)
Zwar kam Wetherall in der Meistersaison 1991/92 nach seinem Einwechseldebüt gegen den FC Arsenal (2:2) kein weiteres Mal zum Einsatz, aber spätestens ab der Spielzeit 1993/94 war er nach dem Weggang von David Batty und den anschließenden Umstellungen in der Mannschaft mit 32 Ligapartien Stammspieler – dazu schoss er am 19. Februar 1994 gegen den FC Liverpool (2:0) sein erstes Tor in der Premier League. Während Newsome im Sommer 1994 den Klub in Richtung Norwich City verließ, verfestigte Wetherall seinen Status in Leeds weiter. Dabei kam ihm seine Größe und Kopfballstärke im direkten Duell mit gegnerischen Mittelstürmern zugute und neben herausragenden Leistungen in der Saison 1994/95 gegen John Fashanu und Ex-Leeds-Kollege Lee Chapman zeigte er sich bei eigenen Standardsituationen zunehmend torgefährlich. Die Schattenseite in seinem Spiel waren häufige Schwierigkeiten gegen kleinere und wendigere Stürmer, was in der anschließenden Saison 1995/96 zeitweise deutlich wurde. Mit der Verpflichtung von Richard Jobson im Oktober 1995 schienen sich die Probleme wieder zu verringern, aber bevor sich das neue Duo intensiver einspielen konnte, verhinderte dies eine schwere Verletzung bei Jobson. Nach dem Trainerwechsel zu George Graham in der Spielzeit 1996/97 behielt Wetherall dann vorerst noch seine Position in der Mannschaft, aber als ihm neben den wenig konstanten Darbietungen in der Defensive die Gefährlichkeit bei Standardsituationen zunehmend abhandenkam, verlor er seinen Stammplatz vorerst an den Niederländer Robert Molenaar. Die Antwort erfolgte bereits in der anschließenden Saison 1997/98, als sich Wetherall nicht nur seinen Platz zurückeroberte, sondern darüber hinaus wichtige Tore schoss, wie das gegen Manchester United zum 1:0-Sieg, und darüber hinaus den Klub während der Abwesenheit von David Hopkin als Mannschaftskapitän vertrat. Dies führte dazu, dass Wetherall in Leeds einen neuen Vertrag mit einer Laufzeit bis Sommer 2002 unterzeichnete.
Dennoch fand Wetheralls Engagement in Leeds nach nur einem weiteren Jahr ein vorzeitiges Ende. Verantwortlich dafür war, dass der neue Trainer David O’Leary das Abwehrzentrum vornehmlich mit Lucas Radebe und dem 18-jährigen Jonathan Woodgate zu besetzen pflegte. Obwohl Wetheralls Leistungen weiter wenig Defizite aufwiesen, vor allem nach den verletzungsbedingten Ausfällen von Molenaar und Martin Hiden, entschied er sich aufgrund der verschlechterten Perspektiven zu einem Wechsel und Ende Juni 1999 schloss er sich für 1,4 Millionen Pfund dem Erstligaaufsteiger Bradford City an.

### Bradford City (1999–2008)
Ausgestattet mit einem üppigen Fünfjahresvertrag bildete Wetherall mit Andy O’Brien die neue Innenverteidigung von Bradford City und war mit 38 Ligaspielen „dauerpräsent“. Dazu half er mit seinem Kopfballtor am letzten Spieltag zum 1:0-Sieg gegen den FC Liverpool nicht nur maßgeblich beim Kampf um den Klassenerhalt, sondern sorgte mit dafür, dass Gegner Liverpool zugunsten seines Ex-Klubs aus Leeds den Champions-League-Platz verpasste. Die Anhänger von Bradford City wählten ihn danach vereinsintern zum besten Spieler der abgelaufenen Saison. Wie wichtig Wetherall für den Klub geworden war, zeigte sein häufiges Fehlen in der anschließenden Spielzeit 2000/01. Eine Leistenverletzung im November 2000 setzte ihn bis Februar 2001 außer Gefecht und weitere Probleme im Leistenbereich ließen ihn die letzten acht Saisonspiele aussetzen. Die „Bantams“ kassierten schließlich mit 70 Gegentreffern die meisten aller Vereine und stiegen als Tabellenletzter in die Zweitklassigkeit ab. Da die Verletzungssorgen auch in der Saison 2001/02 nicht weniger wurden, begab er sich in die Obhut eines dänischen Spezialisten und kehrte erst im März 2002 für die verbleibenden Partien dauerhaft zurück. Einen ähnlichen Verlauf nahm die Spielzeit 2002/03, als Hüft- und Oberschenkelprobleme Wetherall vor der Jahreswende nur zu Einsätzen kommen ließen, bevor er ab Ende Februar 2003 zu einer ununterbrochenen Serie von 17 Begegnungen startete und dabei neben seiner Innenverteidigerposition gelegentlich auf der rechten Außenseite zu finden war.
Am Ostersonntag 2004 beendete Wetherall seine zweijährige Torflaute und war mittlerweile wieder zum gleichsam einflussreichen wie ruhenden Pol im Abwehrverbund von Bradford City geworden. Weiterer Beweis der großen Bedeutung für die Mannschaft war seine interimistische Übernahme der Trainerrolle für ein Spiel; dazu übernahm er als Bradfords Vertreter in der Spielergewerkschaft PFA eine wichtige Rolle als Ansprechpartner für die Mannschaftskameraden, als über den Verein ein weiteres Mal ein Insolvenzfahren eröffnet wurde. Am Ende stieg Bradford City in die Drittklassigkeit ab, wobei der Klub vor allem während einer zehnwöchigen Knieverletzung von Wetherall nur eine einzige Partie siegreich gestaltete. Als Mannschaftskapitän führte Wetherall das Team in seiner ersten Drittligasaison 2004/05 zu einem Mittelfeldplatz und verpasste weitgehend verletzungsfrei nur eine einzige Partie. Im folgenden Jahr fehlte er in keiner Ligabegegnung und besonders spektakulär war sein Fallrückziehertor am 25. März 2006 beim FC Walsall, wodurch er den anfänglichen 0:2-Rückstand zu 2:2 ausglich. Nach dem Weggang von Trainer Colin Todd übernahm er im Februar 2007 erneut vorübergehend bis Ende der Saison 2006/07 das Traineramt und nahm sich selbst in den ersten drei Spielen unter eigener Regie aus der Mannschaft, bevor er versuchte, beide Funktionen zu kombinieren – Wetherall bezeichnete diese Konstellation später jedoch als „nicht ideal“. Es folgte eine letzte Profisaison 2007/08, während der Wetherall die 300-Ligaspiele-Grenze für Bradford übertraf und anschließend in den Trainerstab des Klubs wechselte. Dort betreute er vornehmlich die Reservemannschaft und kombinierte dies ab Sommer 2009 nach dem Weggang von Chris Casper mit einer leitenden Tätigkeit im Rahmen der Jugendarbeit. Er gab dabei an, sich aktiv gegen eine Cheftrainertätigkeit im Profifußball aufgrund des täglichen Drucks entschieden zu haben. Als Peter Taylor im Februar 2010 die Nachfolge von Stuart McCall antrat und seinen eigenen Kotrainer mitbrachte, beschränkte sich Wetherall auf die Nachwuchstätigkeiten. Kurzzeitig war er im Februar 2011 noch einmal nach dem Weggang von Taylor Assistent von Peter Jackson, bevor er im Sommer 2011 eine leitende Position bei der Football League in Bereich der Jugendentwicklung annahm.

## Soziales Engagement
Wetherall engagiert sich als Botschafter für Show Racism the Red Card.